# Raïon de Kapyl
Le raïon de Kapyl (en biélorusse : Капыльскі раён, Kapylski raïon) ou raïon de Kopyl (en russe : Копыльский район, Kopilski raïon) est une subdivision de la voblast de Minsk, en Biélorussie. Son centre administratif est la ville de Kapyl.

## Géographie
Le raïon couvre une superficie de 1 607,66 km2, dans le sud-ouest de la voblast. Il est limité au nord par le raïon d'Ouzda, à l'est par le raïon de Sloutsk, au sud-est par le raïon de Salihorsk et à l'ouest par le raïon de Kletsk, le raïon de Niasvij et le raïon de Stowbtsy.

## Histoire
Le raïon de Kapyl a été créé le 17 juillet 1924.

## Population

### Démographie
Les résultats des recensements de la population (*) font apparaître une baisse continue de la population depuis 1959. Ce déclin s'est accéléré dans les premières années du XXIe siècle :
Recensements (*) ou estimations de la population :
| 1959*  | 1970*  | 1979*  | 1989*  | 1999*  | 2009*  |
| ------ | ------ | ------ | ------ | ------ | ------ |
| 68 384 | 62 534 | 53 286 | 45 513 | 42 482 | 32 818 |

### Nationalités
Selon les résultats du recensement de 2009, la population du raïon se composait de deux nationalités principales :
- 95,5 % de Biélorusses ;
- 3,2 % de Russes ;

### Langues
En 2009, la langue maternelle était le biélorusse pour 92.7 % des habitants du raïon de Kapyl et le russe pour 6,2 %. Le biélorusse était parlé à la maison par 81,5 % de la population et le russe par 16 %.